# 目黒泉
目黒 泉（めぐろ いずみ、1980年7月22日 - ）は、日本の女性声優、ナレーター。新潟県南蒲原郡下田村（現：三条市）出身。
近年は報道・情報番組、ドキュメンタリー、スポーツ番組などのナレーションを担当。

## 経歴
- 新潟県立三条東高等学校卒業。
- 埼玉県立大学短期大学部保育学科卒業。
- 声優・ナレーターのほか、舞台活動等を経て、 2011年よりフリーで活動中。
- 専修大学 国際コミュニケーション学部 協力講座講師。

## 出演作品
ナレーション

### 番組

#### 【NHK 総合】
- あす開幕！ピョンチャン五輪　メダルの瞬間は見逃さないSP
- ニュース シブ5時
- ニュースLIVE! ゆう5時
- 浮世絵ミステリー「歌麿・国芳  ヒットの謎 〜江戸  メディアの闘い〜」

#### 【NHK Eテレ】
- 趣味どきっ！
  - 「体が硬い人のための柔軟講座」
  - 「続・体が硬い人のための柔軟講座」
- 100分de名著
  - 「アルプスの少女ハイジ」
  - 「貞観政要」
  - 「資本論」
  - 「老い」
  - 「日蓮の手紙」
  - 100分de名著 for ティーンズ
  - 「精神現象学」
  - 「ドリトル先生航海記」ロフティング
  - 「人間の大地」サン＝テグジュペリ
- ハートネットTV
  - ＃ろうなん 毛塚の道

#### 【フジテレビ】
- フジテレビ系深夜のニュース番組（2016年4月 -）月 - 金レギュラー
  - FNN Live News α
  - FNN プライムニュース α
  - THE NEWS α
  - ユアタイム ※2016年9月30日までの番組タイトル『ユアタイム〜あなたの時間〜』より継続
- ザ・ノンフィクション
  - 「黄昏てフィリピン」
  - 「デマと身代金～安田純平・3年4ヶ月の獄中日記～」特別編
- 春の高校バレー2016、2017茨城代表決定戦
- 春の高校バレー2017 全日本バレーボール高等学校選手権大会
- 直撃!シンソウ坂上 2020年4月23日
- 未解決事件SP 世田谷一家殺人事件 20年目のスクープ～3つの影を持つ男～

#### 【NHK BS1→NHK BS】
- 「テロリストの母と呼ばれて～闘いと再生の記録～」第35回ATP賞 ドキュメンタリー部門最優秀賞
- 「国産ワクチンを開発せよ!～東大・河岡ラボ 300日の記録」（2021年2月14日）[3][4]
- 「石田ゆり子 世界の犬と猫を抱きしめる イギリス編」（2023年12月29日）

#### 【TOKYO MX】
- 寺島実郎の世界を知る力 対談篇～時代との対話～(2021年4月25日 - ）

### CM
- ステーキのどん45周年ＣＭ（京セラドーム大阪）
- フジッコふじっ子煮
- ミューズの鏡 DVD(日本テレビ放送網)
- 劇場版 ミューズの鏡〜マイプリティドール〜DVD

### VP
- エステー株式会社
- ボルボ・カー・ジャパン
- アガツマ アンパンマン玩具シリーズ
- 個別指導塾まつがくリンダちゃん（キャラクターボイス）
- 野村證券NISA
- 武田薬品
- LIXIL「長期優良住宅」
- 野木町紹介VTR
- 生命保険協会中学生作文コンクール　第53回（2015年度）全国賞入賞作品朗読
- 株式会社マリオン「サラリーマンボンド」
- 新約聖書全編（アプリ用）